# Maryanne Miller

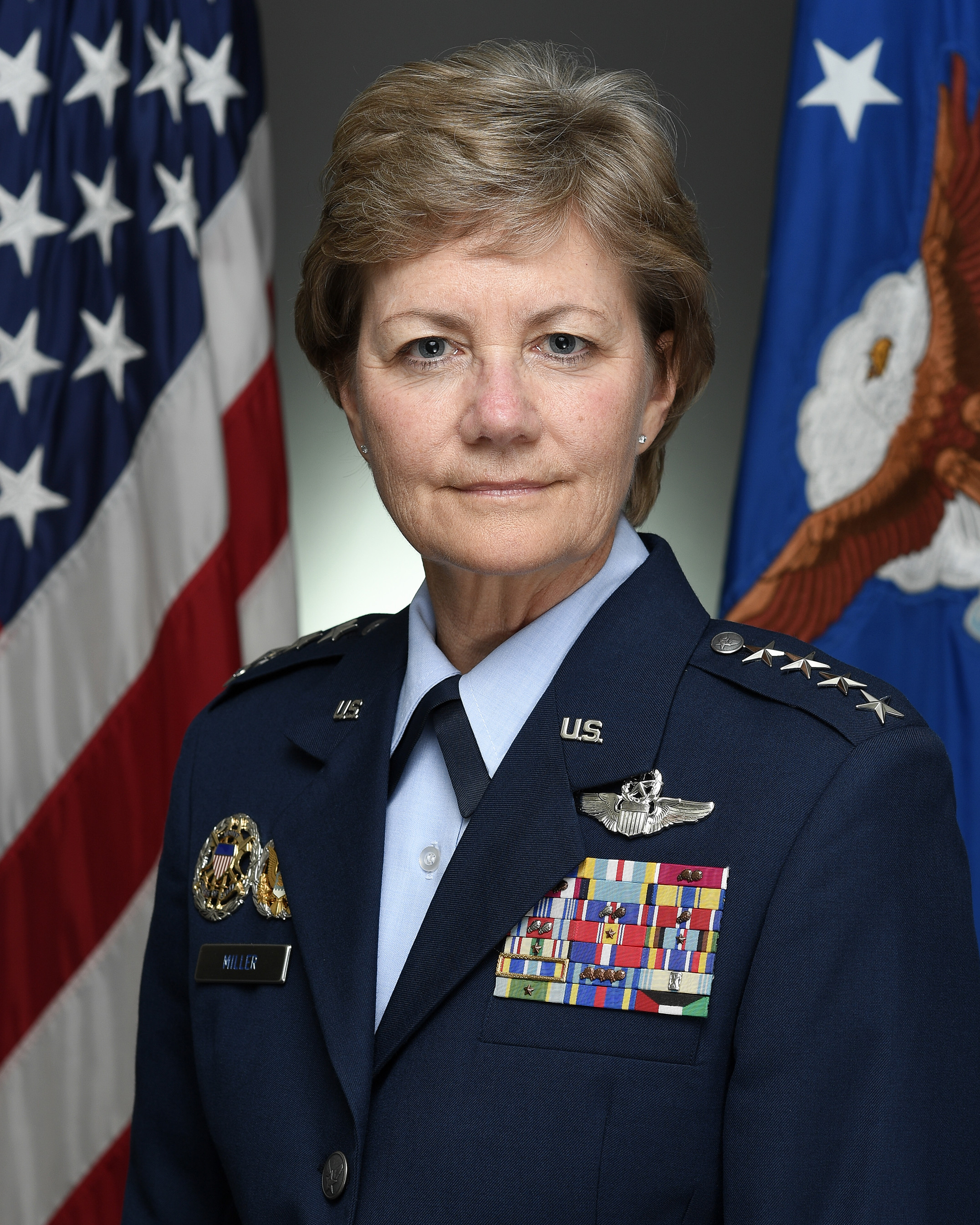
General Maryanne Miller (2018)

Maryanne Miller ist eine pensionierte US-Soldatin im Dienstgrad General. Zuletzt kommandierte sie zwischen September 2018 und August 2020 das Air Mobility Command.

## Leben
Miller machte 1981 zunächst ihren Bachelor of Arts im Fach Criminal Justice an der Ohio State University in Columbus, bevor sie ab September desselben Jahres ihr Undergraduate Pilot Training auf der Williams Air Force Base (AFB) nahe Phoenix, Arizona, absolvierte. Danach war sie bis 1984 als Fluglehrerin auf T-37 in Phoenix und auf der Randolph AFB in Texas eingesetzt. 1986 wurde sie auf das Transportflugzeug Lockheed C-141 Starlifter umgeschult und auf der Altus AFB in Oklahoma eingesetzt, bevor sie Staffelkapitän auf der McChord AFB im US-Bundesstaat Washington wurde.
Beförderungen
- 1981 Second Lieutenant
- 1983 First Lieutenant
- 1985 Captain
- 1992 Major
- 1996 Lieutenant Colonel
- 2005 Colonel
- 2009 Brigadier General
- 2013 Major General
- 2016 Lieutenant General
- 2018 General

1987 folgte erneut eine Verwendung als Fluglehrerin, 1988 übernahm sie eine Aufgabe als Flugsicherheitsbeauftragte der Staffel. 1993 wechselte sie als Deputy Operations Group Commander zum 459th Airlift Wing nach Washington und war ab 1995 im Pentagon für Strategic Airlift, Reserve Operations und daran anschließend für Fighter Forces Programmer, Reserve Plans and Programs verantwortlich. 1999 wechselte sie zurück zum 459th Airlift Wing auf die Andrews AFB als Operations Officer and Deputy Operations Group Commander.
Im Dezember 2001 schulte Miller auf die Lockheed C-5 Galaxy um und war bis 2004 zunächst auf der Dover AFB in Delaware, danach bis Januar 2008 auf der Scott AFB in Illinois eingesetzt. Ab 2008 übernahm Miller erneut diverse Referenten-Posten im Pentagon und im US Air Force Command, unter anderem als Director of Programs and Requirements im Office of the Air Force Reserve, Deputy Director of Partnership Strategy, Interim Deputy Director for Trans Regional Policy und Deputy to the Chief of Air Force Reserve, bevor sie den Posten als Chief of Air Force Reserve und Commander, Air Force Reserve Command übernahm.
Ab dem 26. September 2018 bis zum August 2020 war sie Commander, Air Mobility Command auf der Scott AFB. Anschließend ging sie in den Ruhestand. 